# Kevin Großkreutz
Kevin Großkreutz (nascut el 19 de juliol de 1988 a Dortmund), és un futbolista alemany. És el cosí de Marcel Großkreutz que juga pel Borussia Dortmund II.
El 8 de maig de 2014 va ser inclòs pel seleccionador alemany Joachim Löw a la llista preliminar de 30 jugadors per la fase final del mundial de 2014. Posteriorment, el juny de 2014 fou ratificat com un dels 23 seleccionats per representar Alemanya a la Copa del Món de Futbol de 2014 al Brasil.